# Stroudia areata
Stroudia areata är en stekelart som först beskrevs av Giordani Soika 1940.  Stroudia areata ingår i släktet Stroudia och familjen Eumenidae. Inga underarter finns listade i Catalogue of Life.